# Ал-Муктадир
Абу ал-Фадл Джафар ибн Ахмад ал-Мутадид  (на арабски: أبو الفضل جعفر بن أحمد المعتضد) (895 – 31 октомври 932), по-добре познат с тронното си име ал-Муктадир Биллах (на арабски: المقتدر بالله, „Силен в Бога“), е абасидски халиф в Багдад от 908 до 932 г. (295 – 320 от Хиджра), с изключение на кратък период през 928, когато е свален от власт от Ал-Кахир Биллах.

## Произход
Ал-Муктадир е роден на 14 ноември 895 като втори син на халифа Ал-Мутадид (892 – 902) и византийската робиня наложница Шахаб. Ал-Муктадир се възкачва на трона на възраст от 13 години, с което става най-младият абасидски халиф в историята, а също така и първият непълнолетен такъв. Въздигането му скоро е оспорено от привърженици на по-стария и по-опитен Абдула ибн ал-Мутаз, но техните опити за преврат през декември 908 г. бързо са потиснати.

## Управление
Ал-Муктадир запазва властта си по-дълго, отколкото всеки един от неговите предшественици, но не се ангажира със самото управление на халифата. Той го оставя в ръцете на служители, които често сменя - четиринадесет везири последователно оглавяват правителството по време на неговото царуване, което в крайна сметка намалява ефективността на управлението. Харемът, където майка му Шахаб упражнява пълен контрол, също често повлиява решаващо върху политиката и промоцията или съкращаването на служители. Ал-Муктадир е първият непълнолетен халиф в мюсюлманската история и като такъв в първите години на своето управление попада под надзора на регентски съвет (Ал-саада, „Господарите“). Той е създаден в състав майката Шагаб, нейният личен представител (qahramāna) Ум Муса, сестра ѝ Хатиф, и Дастанбувая, бивша наложница на Ал-Мутадид. Шагаб, обикновено наричана просто Ал-Сайида („Дамата“), съвсем доминира над своя син и неговите съпруги и наложници. В резултат на това управлението се осъществява в личните покои на халифа, а не от дворцовата бюрокрация и Шахаб се превръща в една от най-влиятелните фигури. Съвременникът на ал Муктадир историкът и изследовател ал-Масуди осъжда управителзтвото на халифа като „това, когато на власт бяха жени“. Хронистът от XIII век Ибн ал-Тиктака разглежда Ал-Муктадир като „бирник“, който позволява за „въпроси, свързани с царуването му да се грижат жени и слуги, докато той е зает с удоволствия“.
Шахаб прекарва по-голямата част от живота си затворена в харема, където тя има своята паралелна бюрокрация, посветена както на граждански, така и военни дела. Нейната мощ е такава, че когато нейния секретар Ахмед ал-Хасиби е назначен везир през 925, той изразява съжаление за предипния си пост при кралицата-майка, който е бил по-изгоден. Шахаб разполага с важни агенти-стюардеси (кахрамана, qahramāna), които могат свободно да напускат харема и да действат за интересите на Дамата във външния свят. Въпреки това, когато тя омъжва своя племенница за Абу ал-Абас, внук на Ал-Мутавакил (847 – 861), нейните съперници я обвиняват в стремеж за сваляне на Халифа и инсталиране на мястото му на нейния нов племенник на трона. Шахаб хитро предоставя убежище на лица, преследвани от политическите им конкуренти.

### Политика и събития
Наследената от Ал-Муктадир хазна бързо е опустошена и финансовите трудности стават перманентни в Халифата. Според историка Хю Н. Кенеди, позоваващ се на оригинален финансов документ по това време в Абасидския халифат „от общите разходи 7915 динара на ден, 5121 са напълно военни, 1943 за ездови животни и конюшни, които са служили и като военни, и само 851 граждански – за бюрокрацията и харема. Изглежда разумно да се заключи, че над 80 на сто от регистрираните разходи на правителството са насочени към запазване на армията“ Въпреки това, чрез строг контрол на икономиката и въпреки почти постоянна война, предшествениците успяват да оставят пълна хазна.Скъпоструващите роби-войници от кастата на гилмените очевидно, също играят важна роля в този период и който притежава подкрепата им се намира в най-добра позиция за заемане на властта над Абасидския халифат.
По време на царуването на ал-Муктадир, за няколко години избухват войни между мюсюлмани и гърци в Азия, приключили с големи загуби за мюсюлманите. Западната византийска граница обаче е застрашена от българската орда. Византийската императрица Зоя изпраща двама посланици в Багдад с цел постигане на примирие, което е любезно прието и много пленени мюсюлмани са откупени обратно. Всичко това само добавя към безпорядъка на града. Хора, гневни на успеха на „неверниците“ в Мала Азия и на подобни загуби в Персия, се оплакват от това и че халифа бе се грижи да възстанови престижа на Исляма, като прекарва дните и нощите с робини и музиканти. В крайна сметка Северна Африка е загубена, а и почти цялата територия на Египет. Мосул отхвърля зависимостта и гърците нахлуват необезпокоявани през неохраняваните граници. Все пак на изток властта е стабилна, потушена е и съпротивата на карматите. В Багдад Ал-Муктадир е инструмент в ръцете на харема или на освирепели чуждестранни тюркски или други длъжностни лица, често обявяващи бунт. Ифрикия е загубена и попада под властта на Фатимидите, като опитите им да покорят Египет са отблъснати много трудно от главнокомандващия Мунис ал-Музафар. В непосредствена близост до Ирак, Хамданидите се превръщат в самостоятелен господар на Джазира, а карматите отново се превръщат в сериозна заплаха и в крайна сметка завладяват Мека на 929. Войски на Византийската империя под командването на Йоан Куркуа започва последователна офанзива в граничните области Ауасим и Саджидска Армения. През февруари 929 Ал-Муктадир е бил подложен на унижението да бъде свален от власт, след като дворцов метеж за кратко заменя Ал-Муктадир с брат му Ал Кахир. Новият режим не успява да се закрепи и след няколко дни Ал-Муктадир е възстановен, но на висока цена – Мунис ал-Музафар поема реалното управление подобно на диктатор. Държавни финанси са в такова състояние, че нищо не е останало, за да плати на градските стражи. Ал-Муктадир се опитва да се отърве от Мунис ал-Музафар през 932 г., но военачалникът се насочва със своите войски към Багдад и в последвалата битка на 31 октомври 932 Ал-Муктадир е убит.
Прогресът, който е постигнат в рамките на последните трима халифи, спира при Ал-Муктадир и започва залеза на Абасидите. Едновременно с това много от имената, които ще станат известни в света на литературата и науката са живели в рамките на този период. Сред най-известните от тях са: Исхак ибн Хунайн (ум. 911) (син на Хунайн ибн Исхак), лекар и преводач на гръцки философски произведения на арабски език; Ибн Фадлан, изследовател; Ал-Батани (ум. 923), астроном; Табари (ум. 923), историк и теолог; Ал-Рази (ум. 930), философ, който има основен и траен принос в областта на медицината и химията; Фараби (ум. 950), химик и философ; Абу Насър Мансур (ум. 1036), математикът Алхазен (ум. 1040), Ал-Бируни (ум. 1048) – математик, астроном, физик; Омар Хаям (ум. 1123) – поет, математик и астроном, и Мансур ал-Халадж, мистик, писател и учител в суфизма, най-известен с неговата теория за единство с Бога, довела до екзекуцията му за ерес по заповед на Ал-Муктадир.